# 直唇姜
直唇姜（学名：Pommereschea lackneri）为姜科直唇姜属下的一个种。

## 扩展阅读
- 維基物種上的相關：直唇姜